# Jeremoabo (kommun)
Jeremoabo är en kommun i Brasilien.   Den ligger i delstaten Bahia, i den östra delen av landet, 1 200 km nordost om huvudstaden Brasília. Antalet invånare är 37 661.
Följande samhällen finns i Jeremoabo:
- Jeremoabo

Omgivningarna runt Jeremoabo är huvudsakligen savann. Trakten runt Jeremoabo är nära nog obefolkad, med mindre än två invånare per kvadratkilometer.